# John Anderson White
John Anderson White (Musselburgh, 28 aprile 1937 – Crews Hill, 21 luglio 1964) è stato un calciatore scozzese, di ruolo centrocampista.
Morì nel 1964 all'età di 27 anni, colpito da un fulmine mentre giocava a golf. Era soprannominato The Ghost per la sua abilità di apparire dal nulla nelle azioni di gioco.

## Carriera
White venne scoperto e lanciato da Jerry Kerr all'Alloa Athletic.

## Palmarès

### Club

#### Competizioni nazionali
- Campionato inglese: 1

Tottenham: 1960-1961
- Coppa d'Inghilterra: 2

Tottenham: 1960-1961, 1961-1962
- Community Shield: 2

Tottenham: 1961, 1962

#### Competizioni internazionali
- Coppa delle Coppe: 1

Tottenham: 1962-1963